# کلیسای جامع فرایبورگ
کلیسای جامع فرایبورگ (آلمانی: Freiburger Münster or Münster Unserer Lieben Frau) در جنوب غربی آلمان قرار دارد. دودمان تسرینگن در سال ۱۲۰۰ ساختن این کلیسا را شروع کرد که تا سال ۱۲۳۰ ساختن آن بطول انجامید.

## نگارخانه

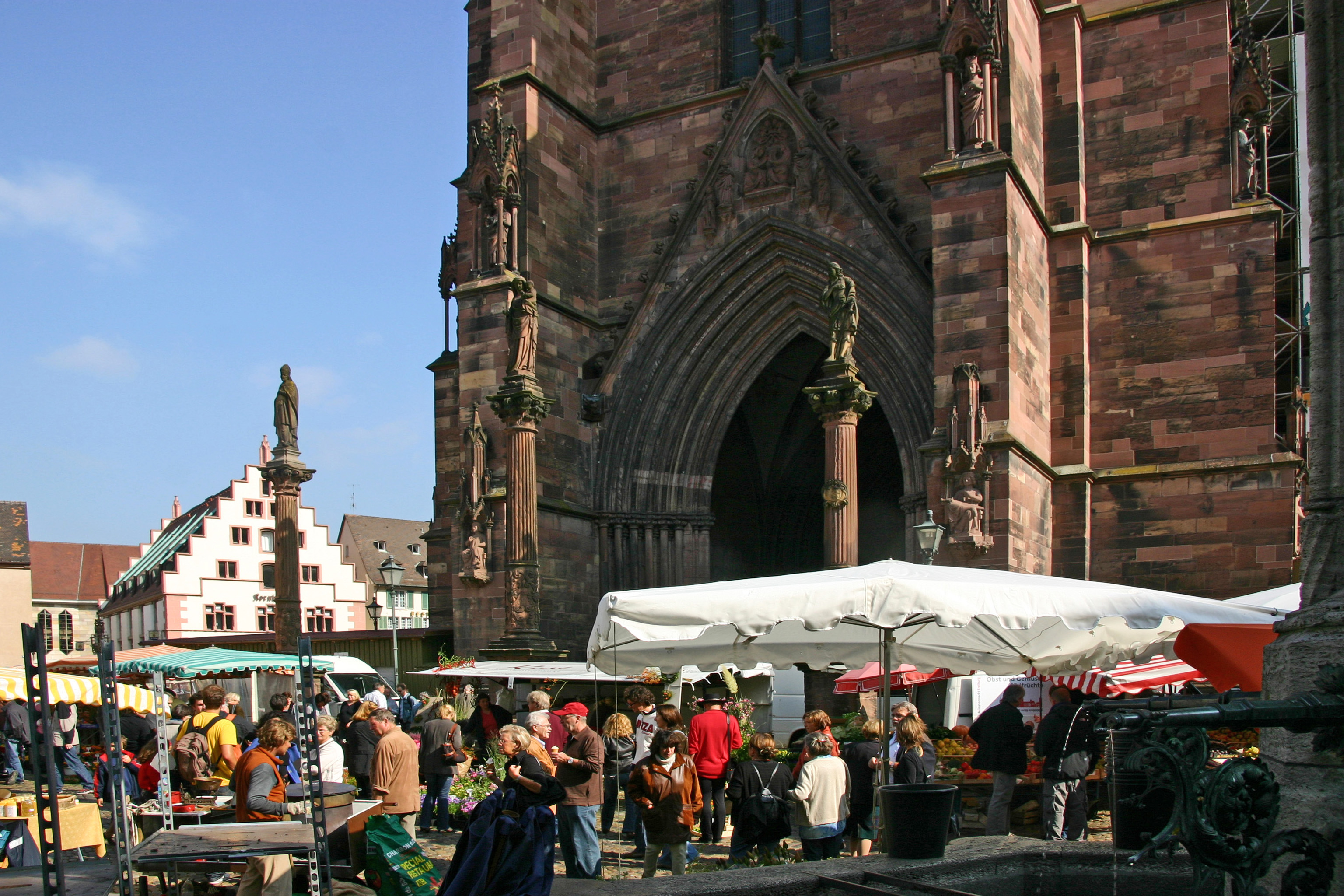
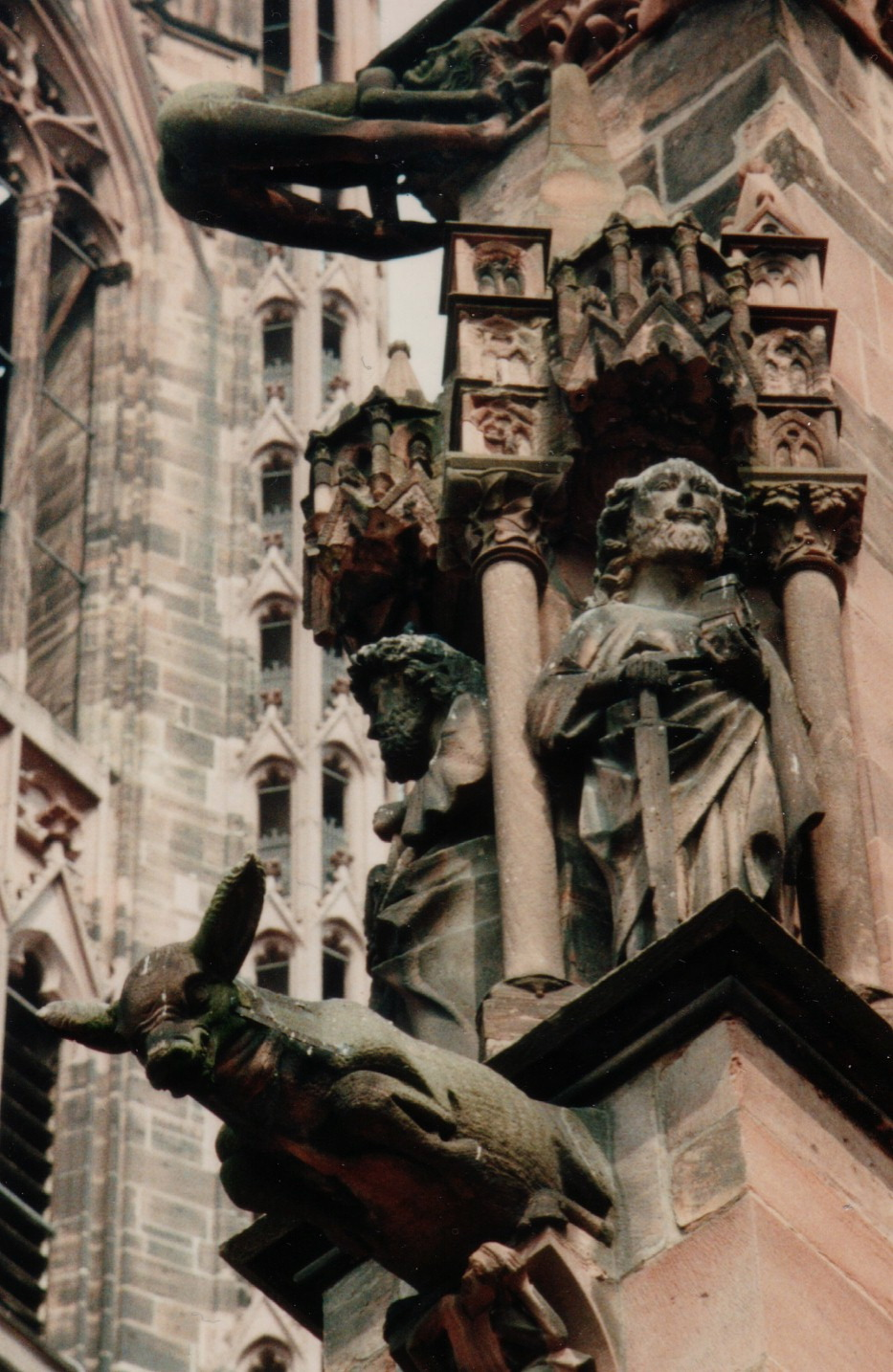
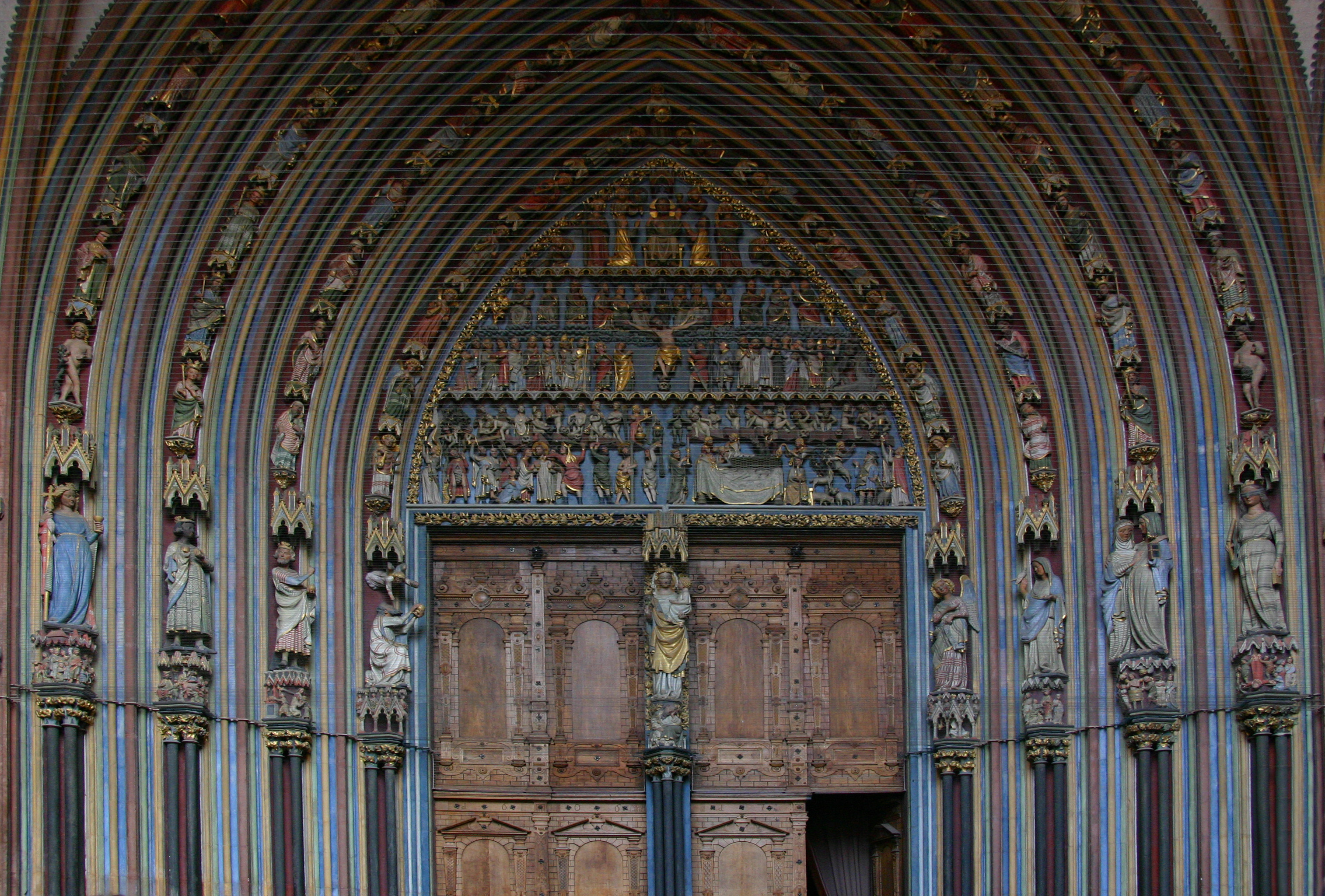
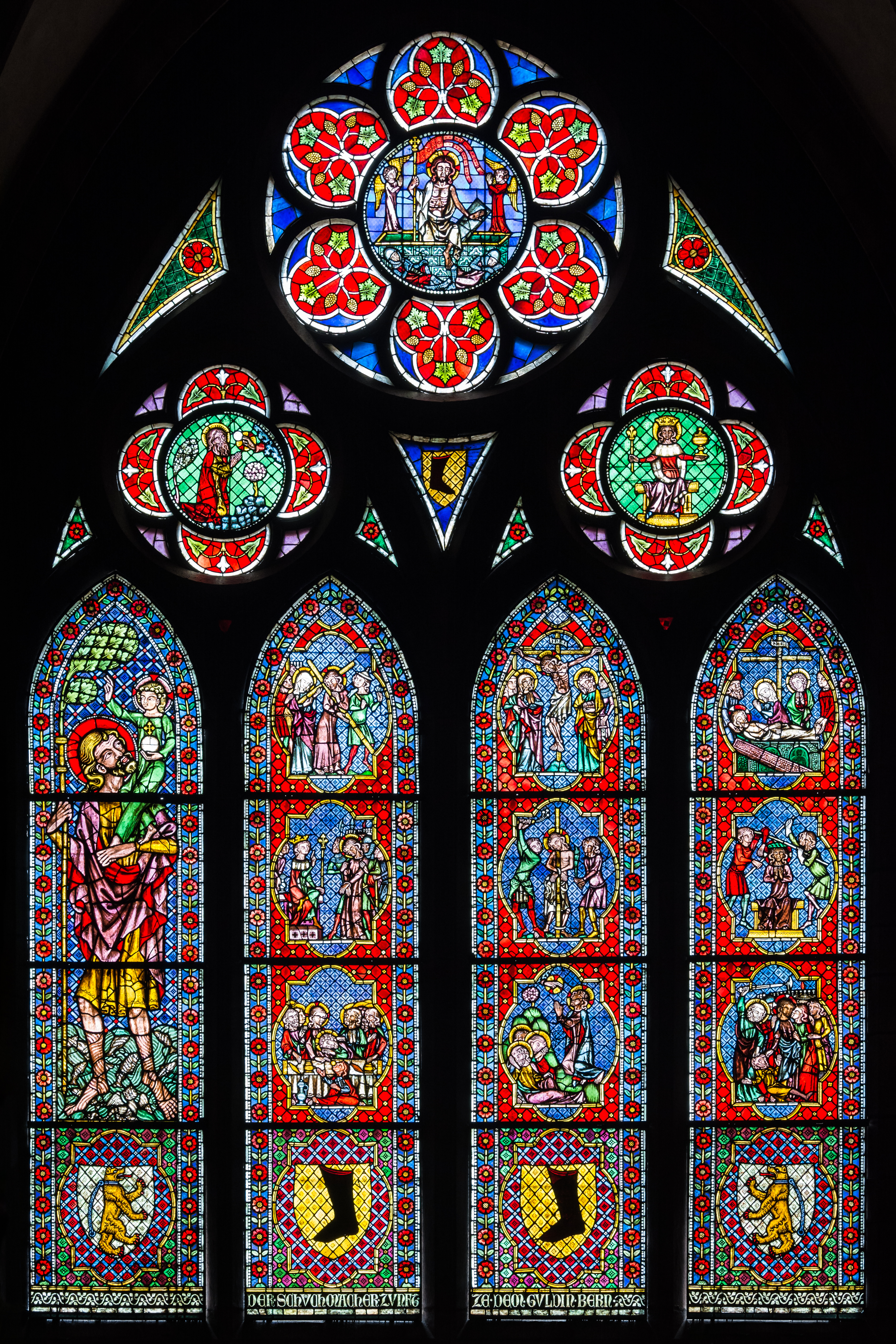
شیشه‌کاری مذهبی کلیسا
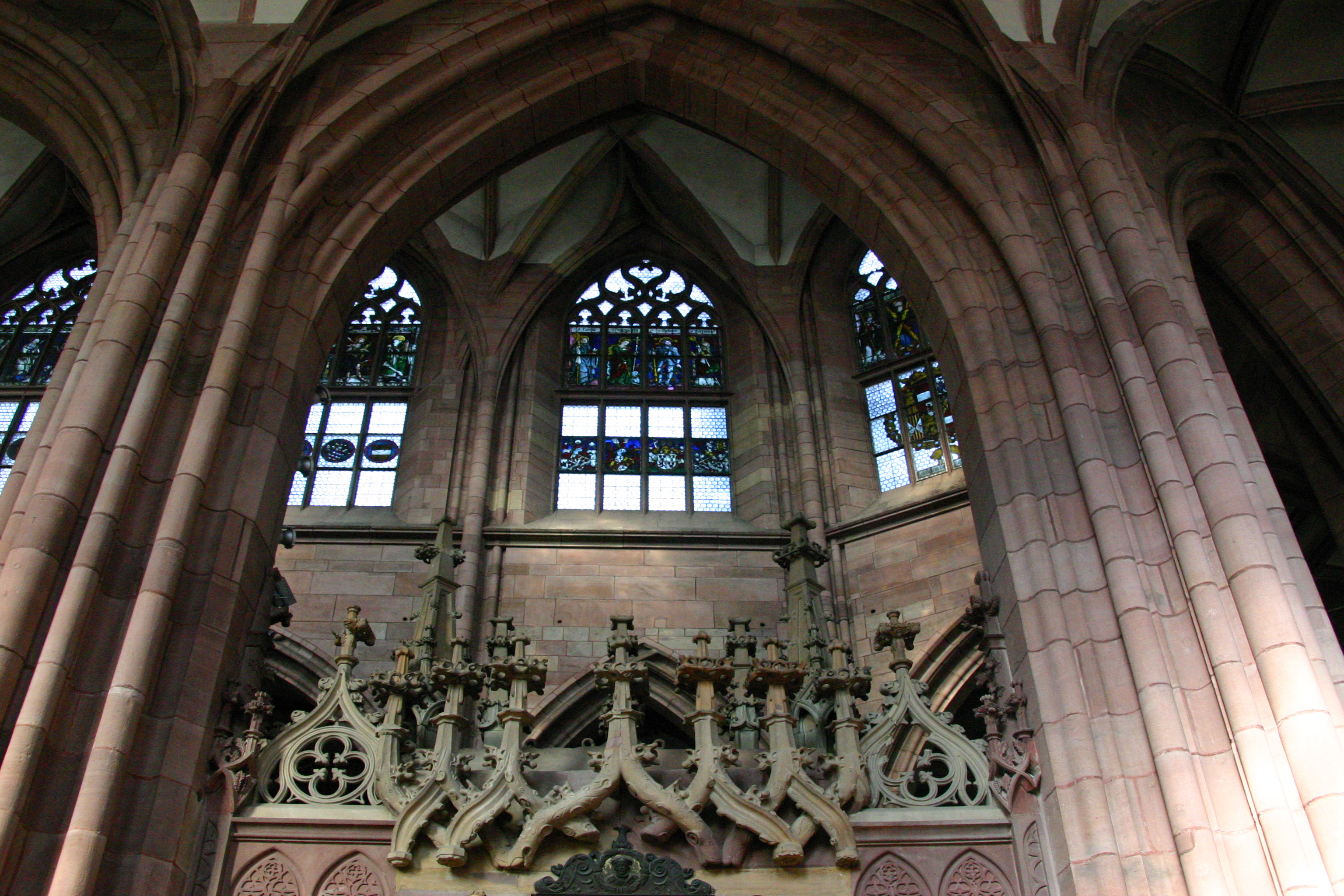
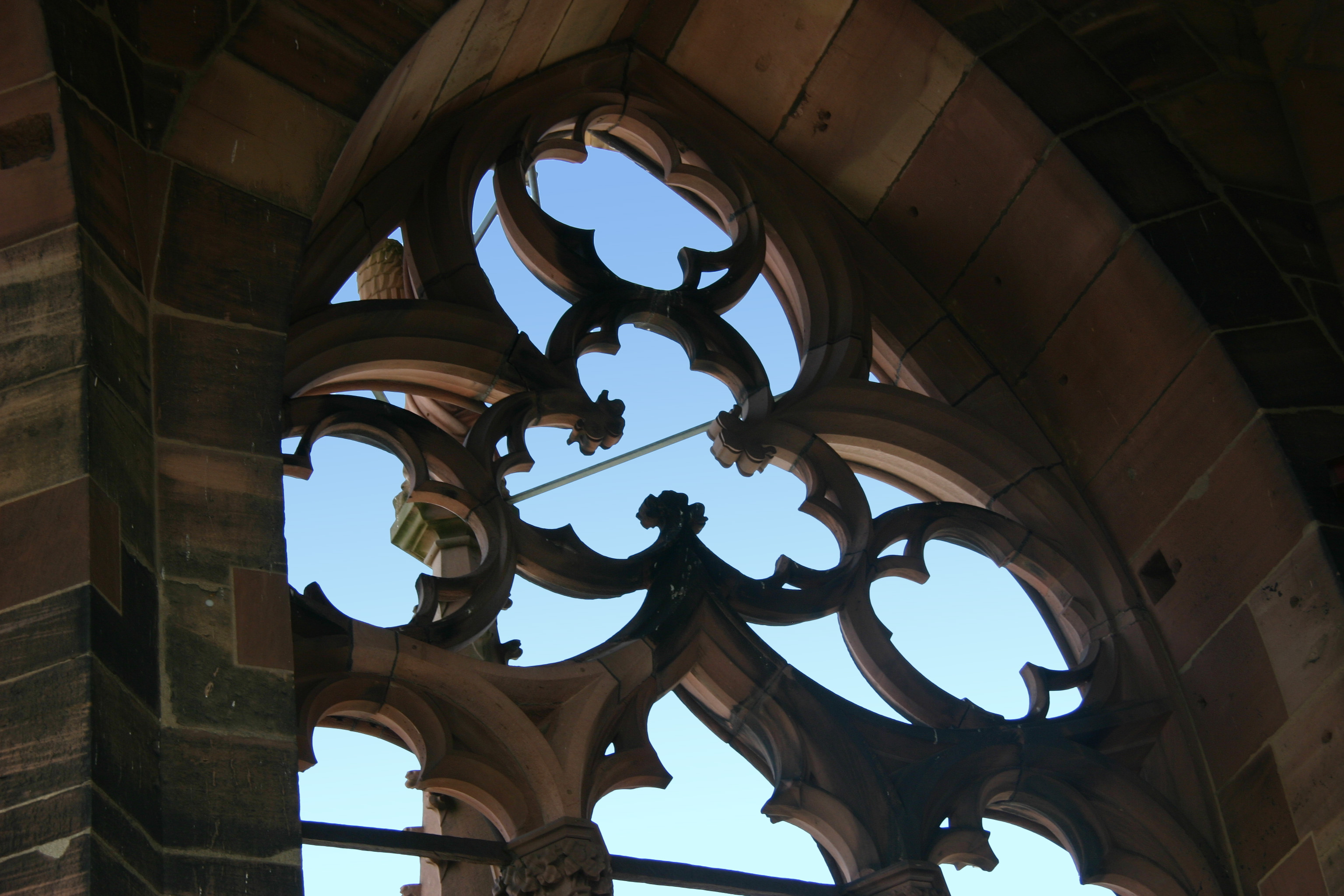
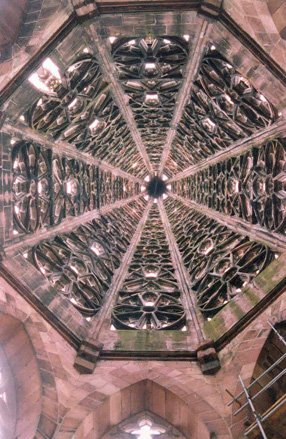
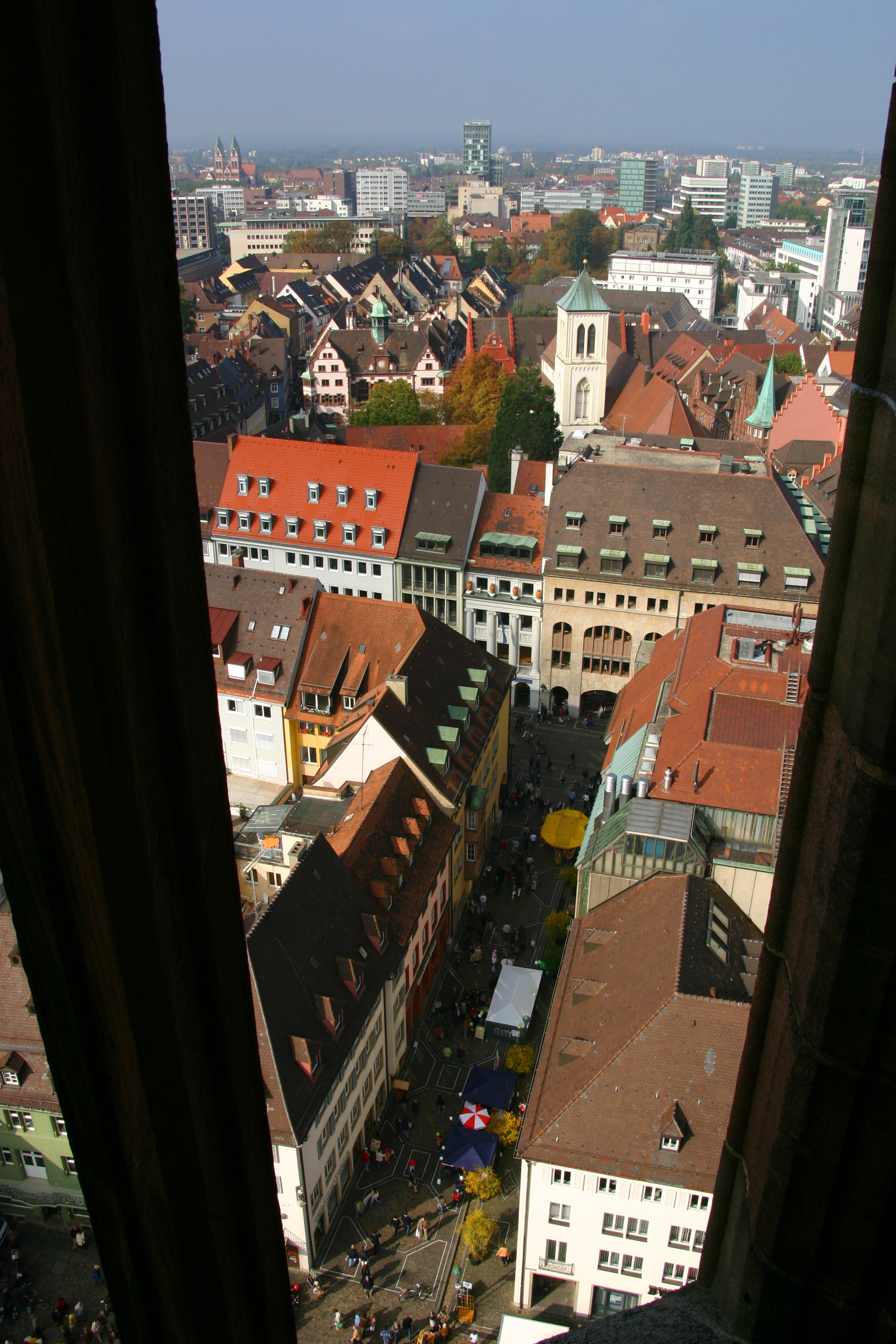